# 성 프란치스코 하비에르 교회 (마카오)

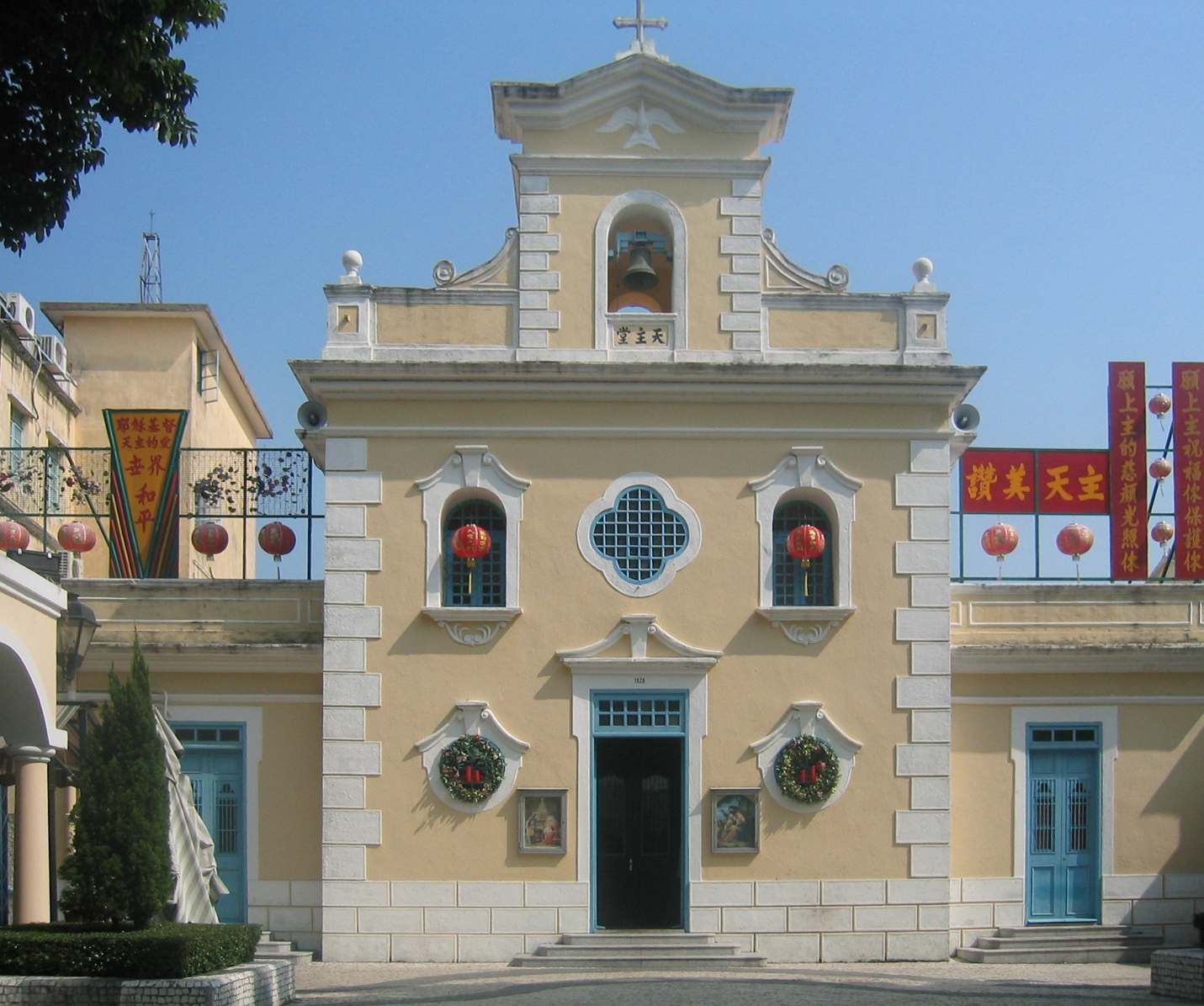
성 프란치스코 하비에르 교회

성 프란치스코 하비에르 교회(중국어: 聖方濟各聖堂, 포르투갈어: Capela de São Francisco Xavier)는 중화인민공화국 마카오 콜로아느섬에 있는 카톨릭 교회이다.

## 개요
1928년에 창건되었다. 명칭은 프란치스코 하비에르에서 유래한다. 자비에르의 오른팔의 뼈 등이 있었지만, 현재는 성 조세프 수도원과 성당에 옮겨졌다.
외관은 엷은 황색으로 내부의 제단은 하늘색으로 칠해져 있다.